# Camponotus babau
Camponotus babau é uma espécie de inseto do gênero Camponotus, pertencente à família Formicidae.